# Pauline Bourdon Sansus
Pauline Bourdon Sansus (* 4. November 1995 in Limoges, Frankreich, geborene Pauline Bourdon) ist eine französische Rugby-Union-Spielerin. Sie spielt auf den Positionen des Gedrängehalbs und Verbinders für den Verein Stade Toulousain und die französische Rugby-Union-Nationalmannschaft.

## Biographie
Pauline Bourdon Sansus wurde am 4. November 1995 in Limoges, Frankreich als Pauline Bourdon geboren. Sie lernte das Rugby Spielen im Alter von 4 Jahren bei Stade de Beaublanc. Später wechselte sie zunächst zu Capo Limoges Omnisports bevor sie ihre Ausbildung bei USA Limoges fortsetzte. Als Schülerin am Lycée wurde die französische Meisterin der landwirtschaftlichen Schulen.
Im Jahr 2013 unterschrieb sie beim französischen Club AS Bayonne und begann zeitlich als Betreuerin in einer Einrichtung für Menschen mit Behinderung in Arbonne zu Arbeiten. Im Bayonne zeigte sie besonderes Talent als Polyvalente Spielerin. So spielte sie sowohl auf der von ihr bevorzugten Position des Gedrängehalbs, aber auch als Verbinder, Fullback und Außendreiviertel.
2014 wurde sie mit dem AS Bayonne französische Meisterin der Élite 2.
Ihr Debüt für die Nationalmannschaft gab Bourdon Sansus am 7. November 2015 bei einem 11:0-Sieg gegen England. Am 18. März 2016 startete sie im entscheidenden Spiel der Six Nations gegen England. Les Bleus gewinnen das Spiel 17 zu 12 und damit auch die Six Nations 2016.
Im Jahr 2017 stand sie vor einer schweren beruflichen Entscheidung. Ihr Arbeitgeber bot ihr eine unbefristete Stelle an, nahm sie diese an, würde sie allerdings für das kommende Six Nations Turnier sowie für die Weltmeisterschaft fehlen. Sie nahm die Stelle dennoch an. Im selben Jahr gewann sie mit dem AS Bayonne erneut die Élite 2 und stieg in die höchste Spielklasse, die Top 8 auf. Infolgedessen kehrt sie auch in die Nationalmannschaft zurück.
Bei den Six Nations 2018 startete sie alle fünf Spiele. Die ersten beiden als Verbinder und die letzten drei als Gedrängehalb. Im ersten Spiel gegen Irland wurde sie zur Spielerin des Spiels gewählt. Im letzten Spiel gegen Wales erzielte sie einen Versuch und wurde erneut zur Spielerin des Spiels gewählt. Les Bleus gewinnen damit das Turnier mit einem Grand Slam.
Justine Saint-Sevin sagte infolgedessen über den Einfluss von Bourdon Sanus: „sie ist vielleicht die Spielerin, die das Spiel der Nationalmannschaft am meisten revolutioniert hat“ zuvor habe es der Mannschaft an Abwechslung gefehlt. Bourdon Sansus sei „sehr sicher mit dem Fuß, dies habe alles verändert. Kraftvolle Kicks, Millimeter genaue Pässe auf ihre Außen, präzise Klärungen nach den Ankicks. Pauline Bourdon könne einfach alles. Diese Variabilität habe es der französischen Mannschaft ermöglicht einen echten Entwicklungssprung zu machen.“
Am 17. November 2018 war Bourdon Sansus Teil des Teams, das den ersten offiziellen Sieg gegen die neuseeländischen Black Ferns holte. Sie startete das Spiel auf der Position des Gedrängehalbs, wurde aber im Laufe der Partie als Verbinderin umgestellt.
Ende des Jahres wurde sie von World Rugby als beste 15er Spielerin des Jahres nominiert.
Kurz darauf war sie eine der 24 Spielerinnen, die als erste einen Teilzeitvertrag mit der Fédération française de rugby unterschrieben. Der Vertrag wurde im August 2019 verlängert.
Im Sommer 2022 wurde sie von Thomas Darracq in den Kader für die Weltmeisterschaft 2021 in Neuseeland berufen. Sie ist Stammspielerin ihrer Mannschaft, am 22. März 2025 in La Rochelle, drehte sie mit einem Drop Kick von 35 m das Spiel gegen Schottland.

### Privates
Pauline Bourdon ist mit der Rugbyspielerin Laure Sansus verheiratet. Im März 2025 gab das Paar via Instagram bekannt, dass sie ein Kind erwarten. Ihr Sohn kam im Juli 2025 zur Welt.

## Erfolge

### Verein
- Gewinnerin des Championnat de France 2022 mit dem Stade Toulousain
- Gewinnerin der Elite 2 2014 und 2017 mit dem AS Bayonne.

### Nationalmannschaft
- Gewinner der Six Nations 2016 und 2018 (mit Grand Slam)

### Persönliche Erfolge
- Oscars du Midi olympique : meilleure joueuse française 2019[20].
- Nuit du rugby 2019 : meilleure internationale française[21].
- World Rugby: Teil der Mannschaft des Jahres 2023

## Referenzen
1. ↑  Pauline Bourdon｜Joueuse du Stade Toulousain. 26. Mai 2025, abgerufen am 29. Juli 2025 (französisch).
2. ↑  Centre France: Xv de france féminin - Les Limougeaudes Agathe Sochat et Pauline Bourdon voient la vie en bleu. In: www.lepopulaire.fr. 8. März 2018 (lepopulaire.fr [abgerufen am 30. Juli 2025]).
3. ↑  https://www.ffr.fr/actualites/xv-de-france-feminin/france-feminines-pauline-bourdon-travailleuse-acharnee. Abgerufen am 30. Juli 2025 (französisch).
4. ↑  rugbyamateur.fr
5. ↑  Six Nations féminin : La France s'offre l’Angleterre et le Tournoi ! In: Ouest-France.fr. 17. März 2016 (ouest-france.fr [abgerufen am 7. August 2025]).
6. ↑  https://www.ffr.fr/Equipes-de-France/Rugby-a-XV/XV-de-France-feminin/USA-France-feminines-13-19. Abgerufen am 7. August 2025 (französisch).
7. ↑  Rugby féminin : championnes de 2e division, les filles de l'AS Bayonne accèdent à l'élite. 30. April 2017, abgerufen am 30. Juli 2025 (französisch).
8. ↑  Match France 24 v Ireland 0 - 03/02/2018 - W6N - Guinness Women's Six Nations. Abgerufen am 30. Juli 2025 (englisch).
9. ↑  Tournoi: le XV de France réussit le Grand Chelem féminin des six nations. Abgerufen am 30. Juli 2025 (französisch).
10. ↑  Match Wales 3 v France 38 - 16/03/2018 - W6N - Guinness Women's Six Nations. Abgerufen am 30. Juli 2025 (englisch).
11. ↑  Justine Saint-Sevin, « XV de France féminin : les cinq Bleues à suivre », sur sport24.lefigaro.fr, 2 février 2019 (consulté le 7 février 2019).
12. ↑  Les Bleues remportent la première victoire officielle de leur histoire face à la Nouvelle-Zélande. Abgerufen am 30. Juli 2025 (französisch).
13. ↑  https://www.ffr.fr/equipe-de-france/rugby-a-xv/xv-france-feminin. Abgerufen am 30. Juli 2025 (französisch).
14. ↑  24 joueuses de l'équipe de France sous contrat fédéral à mi-temps. Abgerufen am 30. Juli 2025 (französisch).
15. ↑  https://www.ffr.fr/actualites/xv-de-france-feminin/98024. Abgerufen am 30. Juli 2025 (französisch).
16. ↑  Antoine Dupont à la 1ère place du Top 100 de Rugby World, Rose Bernadou devant Barrett. In: rugbyrama.fr. 11. September 2022, abgerufen am 25. September 2022 (französisch).
17. ↑  Patrick Sowden: « Notre philosophie, c'est d'oser » : Pauline Bourdon Sansus et le drop qui a fait basculer France-Ecosse. 29. März 2025, abgerufen am 18. April 2025 (französisch).
18. ↑  Ce week-end, Pauline Bourdon, numéro 9 du XV de France féminin, et Laure Sansus ancienne internationale française, se sont mariées devant une assemblée très "rugby". In: rugbyrama.fr. 16. August 2023, abgerufen am 2. September 2023.
19. ↑  Steven Soarez: Pauline Bourdon Sansus : Rugby et Maternité. 26. April 2025, abgerufen am 30. Juli 2025 (französisch).
20. ↑  Oscar Féminin : Bourdon. In: www.rugbyrama.fr. 18. November 2019, abgerufen am 18. November 2019 (französisch).
21. ↑  David Reyrat: Nuit du rugby : Cheslin Kolbe superstar. In: sport24.lefigaro.fr. 25. November 2019, abgerufen am 25. November 2019 (französisch).

| Personendaten    | Personendaten                      |
| ---------------- | ---------------------------------- |
| NAME             | Sansus, Pauline Bourdon            |
| ALTERNATIVNAMEN  | Bourdon, Pauline (Geburtsname)     |
| KURZBESCHREIBUNG | französische Rugby-Union-Spielerin |
| GEBURTSDATUM     | 4. November 1995                   |
| GEBURTSORT       | Limoges, Frankreich                |